# زاوية سفلي
زاوية سفلي (بالفارسية: زاویه سفلی) هي قرية تقع في أذربيجان الغربية في إيران. يقدر عدد سكانها بـ 407 نسمة بحسب إحصاء 2016.